# Bennie Streuer
Bennie Streuer (Assen, 16 april 1984) is een Nederlands zijspancoureur. Samen met bakkenist Geert Koerts werd hij wereldkampioen in 2015. Zijn vader, Egbert Streuer, is drievoudig wereldkampioen en twaalfvoudig Nederlands kampioen zijspanracen.
Streuer begon in 2007 met zijspanracen.

## Carrière

### NK
In 2010 won Streuer met Kees Endeveld als bakkenist de titel in het ONK met slechts één punt voorsprong op de combinatie Colin Nicholson/Jarno van Lith.

In 2011 behaalden Streuer en Endeveld opnieuw de titel in het ONK. Ze wonnen dat seizoen bijna alle ONK-races (Assen (2x), Mettet (B) (2x), Hengelo en Francorchamps (B)). Alleen in Oss moesten ze genoegen nemen met de derde plaats.:p164-165;184

In 2012 behaalde Streuer zijn derde Open-Nederlandse titel op rij. Een tweede plaats met zijn nieuwe bakkenist Freek Dirksen tijdens de afsluitende Race of the Champions op het (TT-Circuit Assen was voldoende om met vier punten voorsprong de titel te winnen. Streuer reed de eerste helft van het seizoen 2012 met bakkenist Kees Endeveld, die halverwege het seizoen bakkenist werd van wereldkampioen Tim Reeves. (Reeves en Endeveld wonnen de afsluitende race in Assen)

### IDM

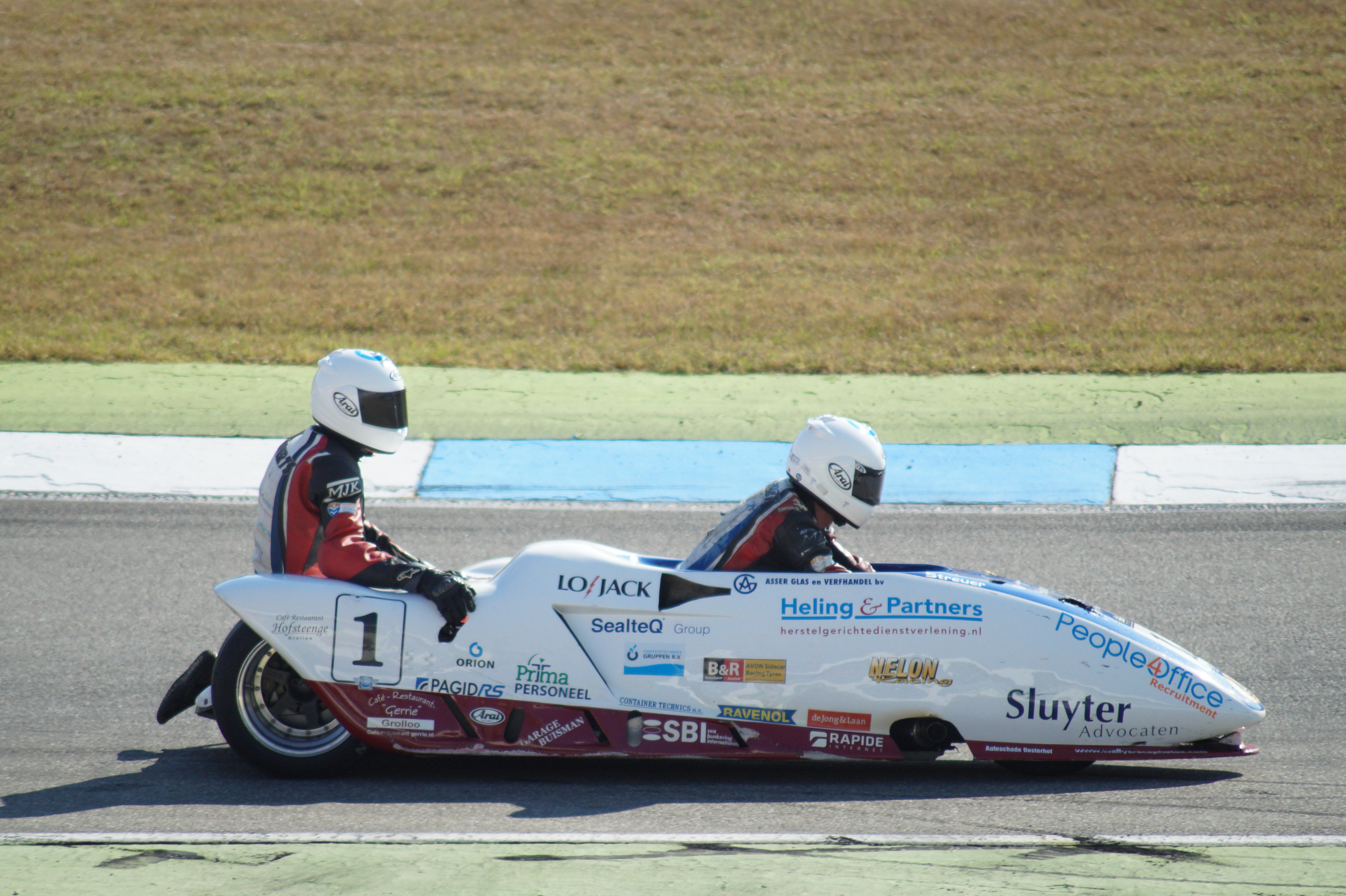
Bennie Streuer en bakkenist Geert Koerts tijdens de IDM Zijspanfinale 2016 op de Hockenheimring

In 2014 wonnen Streuer en Koerts de Internationale Deutsche Motorradmeisterschaft (IDM) race in Assen. In 2015 pakten Streuer en Koerts drie maal pole-position. In 2016 reed Steuer voor het IDM 7 races met Koerts en 2 met Gerard Daalhuizen.
Hij won 2 races (beide in Assen) en eindigde 6 maal als tweede en 1 maal als derde. Daarnaast behaalde hij 2 pole-positions (waarvan 1 in Assen) en reed hij 2 maal de snelste ronde (waarvan 1 in Assen). Team Streuer won in 2016 hun eerste titel in de IDM zijspanrace.
In 2017 eindigden Streuer en Daalhuisen op LCR-Suzuki bij de IDM Gespannrennen als derde (1 van de 12 races gewonnen, 7 maal tweede),
In 2018 werd hij met Daalhuisen tweede achter de Duitsers Josef Sattler en Uwe Neubert. Streuer won 5 van de 12 races, eindigde 3 maal als tweede en 1 maal als derde.
In 2019 werd Streuer met Kevin Rousseau vijfde in de IDM.
In het Corona seizoen 2020 werden voor het IMD slechts 7 races verreden tussen 16 aug 2020 en 4 okt 2020. Streuer en Ilse de Haas eindigden in 6 van de 7 races op het podium (4 maal tweede, 2 maal derde) en beëindigden het IDM-seizoen 2020 op de tweede plek achter de Zwitsers Markus Schlosser en Marcel Fries.
Door zijn crash op 9 april 2021 miste Streuer het begin van het IDM seizoen 2021. Hij hervatte het WK seizoen op 24 juli met Jeroen Remmé als bakkenist, tijdens het WK Superbike in Assen. Twee weken later, op 14 en 15 augustus in Assen, tijdens de IDM zijspanrace eindigden Streuer en Remmé de eerste race op de tweede plek, waarna ze de tweede race wonnen.

### WK
In 2014 stond Streuer met bakkenist Geert Koerts met een 2e plaats in Donington voor het eerst op het WK podium. Ook tijdens de Dutch TT (3e) en de race in Oschersleben (3e) behaalden ze podiumplaatsen. Het team eindigde dat jaar als 4e in de WK eindstand.
In het seizoen 2015 wonnen Streuer en Koerts op hun LCR-Suzuki In Brands Hatch hun eerste WK-race. Op 2 augustus 2015 wonnen ze ook de Nederlandse Grand Prix wegrace op het TT Circuit Assen, en werden daarmee de eerste Nederlandse winnaars na 23 jaar. In totaal behaalde het team dat seizoen acht podiumplaatsen en werd daarmee in Oschersleben wereldkampioen, met vijf punten meer dan Tim Reeves.
In 2017 eindigde Streuer met zijn nieuwe franse bakkenist Kevin Rousseau op Honda als vierde in de eindstand van het WK. De twee wedstrijden wedstrijd in Oschersleben reed Streuer met de Nederlandse bakkenist Ilse de Haas omdat Rousseau zijn pols gebroken had. In het IDM werd Streuer dat jaar met bakkenist Gerard Daalhuizen derde in de eindstand. Ook in 2018 en 2019 reed hij met Rousseau op LCR-Kawasaki.
In het seizoen 2020 reed Streuer met zijn toenmalige vriendin Ilse de Haas als bakkenist op een 600cc Adolf RS-Yamaha. Ze maakten deel uit van het Duitse Bonovo Action by MGM Racing-team. een dochteronderneming van touroperator Bonovo Tours (voorheen Berlin Express). Het WK seizoen 2020 werd vanwege de coronapandemie geannuleerd.
In het seizoen 2021 startte Streuer met française Emmanuelle (‘Manu’) Clément als bakkenist op een Adolf RS-Yamaha voor het Duitse Bonovo Action team. De Haas werd bakkenist van de Finse vijfvoudig wereldkampioen Pekka Päivärinta.
Op 9 april 2021 crashten Streuer en Clément tijdens een testrit, waardoor Streuer 6 tot 12 maanden zou moeten revalideren. Clément, die ongedeerd bleef, werd bakkenist van Todd Ellis, Brits kampioen van 2019. Streuer miste het begin van het seizoen, maar hervatte het seizoen alweer op 24 juli met Jeroen Remmé als bakkenist, tijdens het WK Superbike in Assen. Ze finishten in eerste race als derde, maar werden nadien gediskwalificeerd omdat hun machine te licht was.
Ondanks het missen van de eerste 6 (van 13) races, eindigden Streuer en Remmé in 2021 als zevende in de stand van het WK (Ellis/Clément eindigden als tweede achter de Zwitsers Markus Schlosser en Marcel Fries, en Päivärinta/De Haas als derde). In het IDM behaalden ze de vierde plaats.

#### WK-resultaten
| Seizoen        | Inschrijving                                 | Chassis  | Motor    | 1                                                                                       | 2                                                                                       | 3                                                                                       | 4                                                                                       | 5                                                                                       | 6                                                                                       | 7                                                                                       | 8                                                                                       | 9                                                                                       | 10                                                                                      | 11                                                                                      | 12                                                                                      | 13                                                                                      | 14                                                                                      | 15                                                                                      | 16                                                                                      | Pos    | Punten  |
| -------------- | -------------------------------------------- | -------- | -------- | --------------------------------------------------------------------------------------- | --------------------------------------------------------------------------------------- | --------------------------------------------------------------------------------------- | --------------------------------------------------------------------------------------- | --------------------------------------------------------------------------------------- | --------------------------------------------------------------------------------------- | --------------------------------------------------------------------------------------- | --------------------------------------------------------------------------------------- | --------------------------------------------------------------------------------------- | --------------------------------------------------------------------------------------- | --------------------------------------------------------------------------------------- | --------------------------------------------------------------------------------------- | --------------------------------------------------------------------------------------- | --------------------------------------------------------------------------------------- | --------------------------------------------------------------------------------------- | --------------------------------------------------------------------------------------- | ------ | ------- |
| 2009           | Bennie Streuer Kees Endeveld                 | LCR      | Suzuki   | SD (r1) ?                                                                               | SD (r2) ?                                                                               | ALB DFN                                                                                 | SR ?                                                                                    | GRO (r1) 11                                                                             | GRO (r2) 12                                                                             | CB ?                                                                                    |                                                                                         |                                                                                         |                                                                                         |                                                                                         |                                                                                         |                                                                                         |                                                                                         |                                                                                         |                                                                                         | 20     | 9       |
| 2010:p153      | Bennie Streuer Kees Endeveld                 | LCR      | Suzuki   | CB 9                                                                                    | SD (r1) 0ptn                                                                            | SD (r2) 0ptn                                                                            | GRO (r1) 10                                                                             | GRO (r2) 7                                                                              | SR 0ptn                                                                                 | MC 0ptn                                                                                 |                                                                                         |                                                                                         |                                                                                         |                                                                                         |                                                                                         |                                                                                         |                                                                                         |                                                                                         |                                                                                         | 14     | 22      |
| 2011:p153, 180 | Bennie Streuer Kees Endeveld                 | LCR      | Suzuki   | SD (r1) 13                                                                              | SD (r2) DFN                                                                             | GRO (r1) 5:p153,180                                                                     | GRO (r2) DFN                                                                            | SR 9:p153,180                                                                           | OL (r1) 8                                                                               | OL (r2) 6                                                                               | CB 7                                                                                    |                                                                                         |                                                                                         |                                                                                         |                                                                                         |                                                                                         |                                                                                         |                                                                                         |                                                                                         | 6:p153 | 48:p180 |
| 2012           | Bennie Streuer Kees Endeveld / Freek Dirksen | LCR      | Suzuki   | MC ?                                                                                    | HR ?                                                                                    | GRO ?                                                                                   | SR ?                                                                                    | SD ?                                                                                    | OL ?                                                                                    | CB ?                                                                                    |                                                                                         |                                                                                         |                                                                                         |                                                                                         |                                                                                         |                                                                                         |                                                                                         |                                                                                         |                                                                                         | 10     |         |
| 2013           | Bennie Streuer Geert Koerts                  | LCR      | Suzuki   | ARA ND                                                                                  | GRO (r1) 6                                                                              | GRO (r2) 5                                                                              | ASS 5                                                                                   | SR 10                                                                                   | ASS -1)                                                                                 | OL (r1) 8                                                                               | OL (r2) 8                                                                               | SD (r1) 9                                                                               | SD (r2) 11                                                                              | CB ND                                                                                   |                                                                                         |                                                                                         |                                                                                         |                                                                                         |                                                                                         | 8      | 66      |
| 2014           | Bennie Streuer Geert Koerts                  | LCR      | Suzuki   | ARA DFN                                                                                 | DP 7                                                                                    | GRO (r1) 2                                                                              | GRO (r2) DFN                                                                            | ASS 3                                                                                   | SR 5                                                                                    | ASS 4                                                                                   | OL (r1) 4                                                                               | OL (r2) 3                                                                               | CB 9                                                                                    |                                                                                         |                                                                                         |                                                                                         |                                                                                         |                                                                                         |                                                                                         | 4      | 105     |
| 2015           | Bennie Streuer Geert Koerts                  | LCR      | Suzuki   | DP 4                                                                                    | CB 3                                                                                    | GRO (r1) 3                                                                              | GRO (r2) 3                                                                              | PR (r1) 4                                                                               | PR (r2) 3                                                                               | BH 1                                                                                    | ASS 1                                                                                   | OL (r1) 2                                                                               | OL (r2) 2                                                                               |                                                                                         |                                                                                         |                                                                                         |                                                                                         |                                                                                         |                                                                                         | 1      | 180     |
| 2016           | Bennie Streuer Geert Koerts                  | LCR      | Suzuki   | CB 7                                                                                    | GRO (r1) 4                                                                              | GRO (r2) 6                                                                              | PR (r1) DFN                                                                             | PR (r2) 5                                                                               | ASS 4                                                                                   | OL (r1) 5                                                                               | OL (r2) 4                                                                               | DP 6                                                                                    |                                                                                         |                                                                                         |                                                                                         |                                                                                         |                                                                                         |                                                                                         |                                                                                         | 5      | 90      |
| 2017           | Bennie Streuer Kevin Rousseau                | LCR      | Honda    | CB 3                                                                                    | OL (r1) 4                                                                               | OL (r2) 4                                                                               | PR (r1) 4                                                                               | PR (r2) 4                                                                               | ASS 4                                                                                   | GRO (r1) 4                                                                              | GRO (r2) 4                                                                              |                                                                                         |                                                                                         |                                                                                         |                                                                                         |                                                                                         |                                                                                         |                                                                                         |                                                                                         | 4      | 107     |
| 2018           | Bennie Streuer Kevin Rousseau                | LCR      | Kawasaki | CB DFN                                                                                  | SLR (r1) 10                                                                             | SLR (r2) 3                                                                              | SAR (r1) 5                                                                              | SAR (r2) 4                                                                              | PR (r1) 5                                                                               | PR (r2) 2                                                                               | ASS 4                                                                                   | GRO (r1) 3                                                                              | GRO (r2) 2                                                                              | OL 3                                                                                    |                                                                                         |                                                                                         |                                                                                         |                                                                                         |                                                                                         | 4      | 142     |
| 2019           | Bennie Streuer Kevin Rousseau                | LCR      | Kawasaki | CB DFN                                                                                  | PR (r1) 5                                                                               | PR (r2) 5                                                                               | OL (r1) 4                                                                               | OL (r2) DFN                                                                             | ASS 4                                                                                   | GRO (r1) DFN                                                                            | GRO (r2) DFN                                                                            | EST (r1) DFN                                                                            | EST (r2) DNS                                                                            |                                                                                         |                                                                                         |                                                                                         |                                                                                         |                                                                                         |                                                                                         | 4      | 142     |
| 2020           | Bennie Streuer Ilse de Haas                  | Adolf RS | Yamaha   | FIM Wereldkampioenschap zijspanracen 2020 werd geannuleerd vanwege de COVID-19-pandemie | FIM Wereldkampioenschap zijspanracen 2020 werd geannuleerd vanwege de COVID-19-pandemie | FIM Wereldkampioenschap zijspanracen 2020 werd geannuleerd vanwege de COVID-19-pandemie | FIM Wereldkampioenschap zijspanracen 2020 werd geannuleerd vanwege de COVID-19-pandemie | FIM Wereldkampioenschap zijspanracen 2020 werd geannuleerd vanwege de COVID-19-pandemie | FIM Wereldkampioenschap zijspanracen 2020 werd geannuleerd vanwege de COVID-19-pandemie | FIM Wereldkampioenschap zijspanracen 2020 werd geannuleerd vanwege de COVID-19-pandemie | FIM Wereldkampioenschap zijspanracen 2020 werd geannuleerd vanwege de COVID-19-pandemie | FIM Wereldkampioenschap zijspanracen 2020 werd geannuleerd vanwege de COVID-19-pandemie | FIM Wereldkampioenschap zijspanracen 2020 werd geannuleerd vanwege de COVID-19-pandemie | FIM Wereldkampioenschap zijspanracen 2020 werd geannuleerd vanwege de COVID-19-pandemie | FIM Wereldkampioenschap zijspanracen 2020 werd geannuleerd vanwege de COVID-19-pandemie | FIM Wereldkampioenschap zijspanracen 2020 werd geannuleerd vanwege de COVID-19-pandemie | FIM Wereldkampioenschap zijspanracen 2020 werd geannuleerd vanwege de COVID-19-pandemie | FIM Wereldkampioenschap zijspanracen 2020 werd geannuleerd vanwege de COVID-19-pandemie | FIM Wereldkampioenschap zijspanracen 2020 werd geannuleerd vanwege de COVID-19-pandemie | -      | -       |
| 2021           | Bennie Streuer Jeroen Remmé                  | Adolf RS | Yamaha   | CB (r1) ND                                                                              | CB (r2) ND                                                                              | PR (r1) ND                                                                              | PR (r2) ND                                                                              | DP (r1) ND                                                                              | DP (r2) ND                                                                              | ASS (r1) DSQ2)                                                                          | ASS (r2) DFN                                                                            | GRO (r1) 4                                                                              | GRO (r2) 6                                                                              | OL (r1) 4                                                                               | OL (r2) 4                                                                               | BH -                                                                                    | EST (r1) 2                                                                              | EST (r2) 7*                                                                             | EST (r3) 7*                                                                             | 7      | 105     |

| Kleur  | Resultaat                              |
| ------ | -------------------------------------- |
| Goud   | Winnaar                                |
| Zilver | Tweede plaats                          |
| Brons  | Derde plaats                           |
| Groen  | Gefinisht (punten behaald)             |
| Blauw  | Gefinisht (geen punten behaald)        |
| Blauw  | Niet geklasseerd (NC)                  |
| Paars  | Uitgevallen (DNF)                      |
| Rood   | Niet gekwalificeerd (DNQ)              |
| Zwart  | Gediskwalificeerd (DSQ)                |
| Wit    | Niet gestart (DNS)                     |
| Blanco | Gewond (INJ)                           |
| Blanco | Uitgesloten (EX)                       |
| Blanco | Teruggetrokken (WD) / Niet deelgenomen |
| P      | Poleposition                           |
| S      | Snelste ronde                          |

- ^ Seizoen loopt nog
- r1/r2 - r1 is de sprintrace op zaterdag, r2 de hoofdrace op zondag[3]:p153
- 1) - Tijdens de TT Assen op 4 aug 2013 verongelukte de Duitse bakkenist Sandor Pohl (45). De motor van Pohl en coureur Stefan Kiser sloeg om in de Haarbocht, waardoor Pohl uit het voertuig viel en door de motor van John Smits en Gunter Verbrugge geraakt werd. De race in Assen werd afgelast en er werden geen punten uitgedeeld.
- 2) - Streuer en Remmé eindigden in deze race als derde, maar werden nadien gediskwalificeerd omdat hun machine te licht was.[34]
- * - dubbele punten
- Circuits:

|  | ASS – TT-Circuit Assen SAR - Sachsenring OL - Motorsport Arena Oschersleben SD - Schleizer Dreieck DP - Donington Park | BH - Brands Hatch KH - Knockhill Racing Circuit CB - Circuit Bugatti (Le Mans) MC - Circuit Magny-Cours | ARA - Motorland Aragón ALB - Circuito de Albacete CAR - Circuito de Cartagena EST - Autódromo do Estoril | GRO - Automotodrom Grobnik, Rijeka PR - Pannónia-Ring HR - Hungaroring SLR - Slovakiaring |

- Puntentelling motorwegraces (sinds 1993)[61]

| Klassering | 1  | 2  | 3  | 4  | 5  | 6  | 7 | 8 | 9 | 10 | 11 | 12 | 13 | 14 | 15 |
| ---------- | -- | -- | -- | -- | -- | -- | - | - | - | -- | -- | -- | -- | -- | -- |
| Punten     | 25 | 20 | 16 | 13 | 11 | 10 | 9 | 8 | 7 | 6  | 5  | 4  | 3  | 2  | 1  |

## Kampioenschappen
| Jaar | Competitie                                 | Klasse  | Passagier                      | Motor      | Titel               |
| ---- | ------------------------------------------ | ------- | ------------------------------ | ---------- | ------------------- |
| 2010 | KNMV Nederlands kampioenschap motorracen   | Zijspan | Kees Endeveld                  | LCR-Suzuki | Nederlands Kampioen |
| 2011 | KNMV Nederlands kampioenschap motorracen   | Zijspan | Kees Endeveld                  | LCR-Suzuki | Nederlands Kampioen |
| 2012 | KNMV Nederlands kampioenschap motorracen   | Zijspan | Kees Endeveld/Freek Dirksen    | LCR-Suzuki | Nederlands Kampioen |
| 2015 | FIM Wereldkampioenschap zijspanracen       | Sidecar | Geert Koerts                   | LCR-Suzuki | Wereldkampioen      |
| 2016 | IDM Deutsche Motorrad-Straßenmeisterschaft | Gespann | Geert Koerts/Gerard Daalhuizen | LCR-Honda  | Deutscher Meister   |